# サイクロバクター・インモビリス
サイクロバクター・インモビリス（Psychrobacter immobilis）はプロテオバクテリア門ガンマプロテオバクテリア綱シュードモナス目モラクセラ科サイクロバクター属の種の一つであり、グラム陰性、オキシダーゼ陽性、カタラーゼ陽性、非運動性の球菌である。チーズ、魚、及び牛肉や鶏肉の加工品から分離された。耐冷性と耐塩性も有し、寒く温度が低く塩分濃度の高い海水環境にも見られ、一部の海洋生物の正常な微生物叢にも存在する。冷蔵又は冷凍貯蔵されたシーフードから見出されることもある。
細胞の大きさは0.4-1.8μm×0.4-1.6μmで、クリーム色のコロニーを形成する。生育に適するのは塩化ナトリウムを添加したマリンアガー又はトリプチケースソイ寒天培地で、生育温度については20℃で最もよく生育する。細胞膜透過性を維持するためのオレイン酸の産生、及びクエン酸回路に基質を供給するための尿素の分解で識別することができる。
サイクロバクター属菌種、特にサイクロバクター・インモビリスは脂質を分解しアミノ酸を加水分解するため、少し生臭さとかび臭さがある異臭を生じさせる。但しこの細菌はプロテアーゼを欠いており、硫化物を生成しない。シーフードに付着したこの細菌が発生させる揮発性有機化合物では2,3-ジメチル-オキシラン、2-ブタノン、2-ホルミルヒスタミン、2-メチル-2-プロパノール、アセトアルデヒドが一般的である。また、シーフードの腐敗を促す可能性がある。
サイクロバクター属菌種は患者の組織及び脳脊髄液から検出されており、サイクロバクター・インモビリスもまた日和見感染症病原菌に関連付けられている。臨床上重要な分離株はAIDSで入院した成人患者の血液、致命的な敗血症を伴う慢性肉芽腫症の16歳の少年の血液、潜行性髄膜炎を患った生後2日の乳児の脳脊髄液、ペニシリン投与中に両側性化膿性結膜炎を発症した生後12日の乳児の結膜スワブから得られている。これら分離株はペニシリンまたはアンピシリンに耐性があり、一部はゲンタマイシンに感受性があり、AIDS患者から得られた分離株はセフォタキシム、セフタジジム、ピペラシリン、アミカシン、及びシプロフロキサシンに感受性が認められた。